# Дзорігту-хан
Дзорігту-хан (1358 —1392) — 4-й великий каган Монгольського ханства в 1388—1392 роках.

## Життєпис
Походив з династії Чингізидів, гілки Ариг-буги. Про батьків нічого невідомо. При народженні отримав ім'я Есудер. Мав прихильність кочової монгольської знаті. У 1388 році, скористався поразками імператора Ї-цзуна (відомого також як каган Усхал-ха), атакувавши того, оскільки Усхал-хан походив з ворожої гілки Хубілаїдів. Есудер уклав союз з ойратами. У битві на річці Тол війська Есудера завдали поразки Усхал-хану, який загинув. В результаті фактично припинила існування Північна Юань.
Есудер став новим каганом під ім'ям Дзорігту-хан («Хоробрий володар»). Він відмовився від китайської титулатури й намагань повернути колишні монгольські володіння в Китаї. також відмовився від практикумати постійну резиденцію, здійснюючи традиційні літні та зимові кочів'я. В своїх політиці зосередився на монгольських справах. Водночас протягом усього його правління посилюється вплив тайши (очільників) ойратів.
В цей час чагатаїд Гунаширі захопив владу в оазі Хамі, де утворив незалежну державу Кара-Дел. 1389 року в Ордосі почалося повстання на чолі із дібаюном, нойоном Некелаєм, що перейшов на бік китайської імперії Мін. Але того ж року Арджашир, ван в Ляодуні перейшов на бік Дзорігту-хана. Влада китайців поширилася на значні області сучасної Внутрішньої Монголії. У відповідь почалася нова війна з Мін. У 1392 році Дзорігту-хан зазнав поразки й загинув. Владу успадкував його син (або брат) Енке-хан.